# Lozère (département)
Pour les articles homonymes, voir Lozère.
La Lozère (/lo.zɛʁ(ə)/) est un département français situé dans le nord-est de la région Occitanie. Il correspond approximativement à l'ancien Gévaudan. L'Insee et La Poste lui attribuent le code 48.
Département rural, proche du Cantal et de la Haute-Loire, à l'est de l'Aveyron, à l'ouest de l'Ardèche et au nord du Gard, il est le département le moins peuplé de France et à la densité de population la plus faible de France métropolitaine. Son chef-lieu est Mende.

## Dénomination et usage
Bien que l'expression « mont Lozère » soit une désignation globale masculine en français, l'usage a prévalu — jusque dans les désignations officielles comme « préfecture de la Lozère », « conseil départemental de la Lozère » — de considérer le nom du département comme étant du genre féminin. Il y a plusieurs raisons à cela :
- la forme française du mot Lozère se termine par un -e caduc, caractéristique des mots féminins ;
- la forme occitane du mot Losera se termine par un -a atone, caractéristique des mots féminins ;
- le fait que la grande majorité des départements porte des noms de rivières au féminin ;
- sur la carte de Cassini, le mont Lozère est désigné sous le nom de « la montagne Lozère », dénomination largement utilisée à l'époque ;
- la Lozère donne également son nom au petit cours d'eau appelé aussi « ruisseau de Pomaret », qui prend sa source au mont Lozère et se jette dans l'Altier, sous-affluent du Rhône.

En occitan le nom du département est la Losera, prononcé [luˈze.rɔ].
Ses habitants sont les Lozériens et Lozériennes (en français), ou les loseròts et loseròtas (en occitan).

## Histoire

Carte du département de la Lozère (1790).

La Lozère est l'un des 83 départements français créés à la Révolution française, le 4 mars 1790 en application de la loi du 22 décembre 1789. Il correspond presque exactement (le canton de Saugues en moins, Villefort et Meyrueis en plus) à l'ancien évêché du Gévaudan, qui était une partie de l'ancienne province du Languedoc.
Au 1er janvier 2016, en application de la loi portant nouvelle organisation territoriale de la République (loi NOTRe), promulguée le 7 août 2015, la région Languedoc-Roussillon, à laquelle appartenait le département, fusionne avec la région Midi-Pyrénées pour devenir la nouvelle région administrative Occitanie.

## Emblèmes

### Proposition de blason
| Blason | Blasonnement : « Parti, au premier de France ancien (d'azur semé de fleurs de lis d'or) et au second d'or à quatre pals de gueules. » Commentaires : Le blason de la Lozère est celui du Gévaudan, qui est une combinaison des armes de France et d'Aragon. (Il peut donc aussi se blasonner : parti de France ancien et d'Aragon). |

Armoiries du Gévaudan proposées par Robert Louis comme armoiries du département.

## Politique
- Liste des députés de la Lozère
- Liste des sénateurs de la Lozère
- Liste des conseillers départementaux de la Lozère
- Liste des conseillers régionaux de la Lozère
- Liste des préfets de la Lozère

## Géographie

Carte de la Lozère.

Les deux arrondissements de la Lozère.

Points extrêmes du département de la Lozère :
- Nord : Paulhac-en-Margeride, massif de la Margeride, limitrophe du Cantal et de la Haute-Loire ;
- Sud : Meyrueis, entre le causse Méjan au nord, le causse Noir au sud et le Mont Aigoual (Cévennes) à l’est, limitrophe de l’Aveyron et du Gard ;
- Est : Pied-de-Borne, dans les Cévennes, limitrophe du Gard et de l’Ardèche ;
- Ouest : Nasbinals, dans l’Aubrac, limitrophe du Cantal et de l'Aveyron.

Paysages de la Lozère :
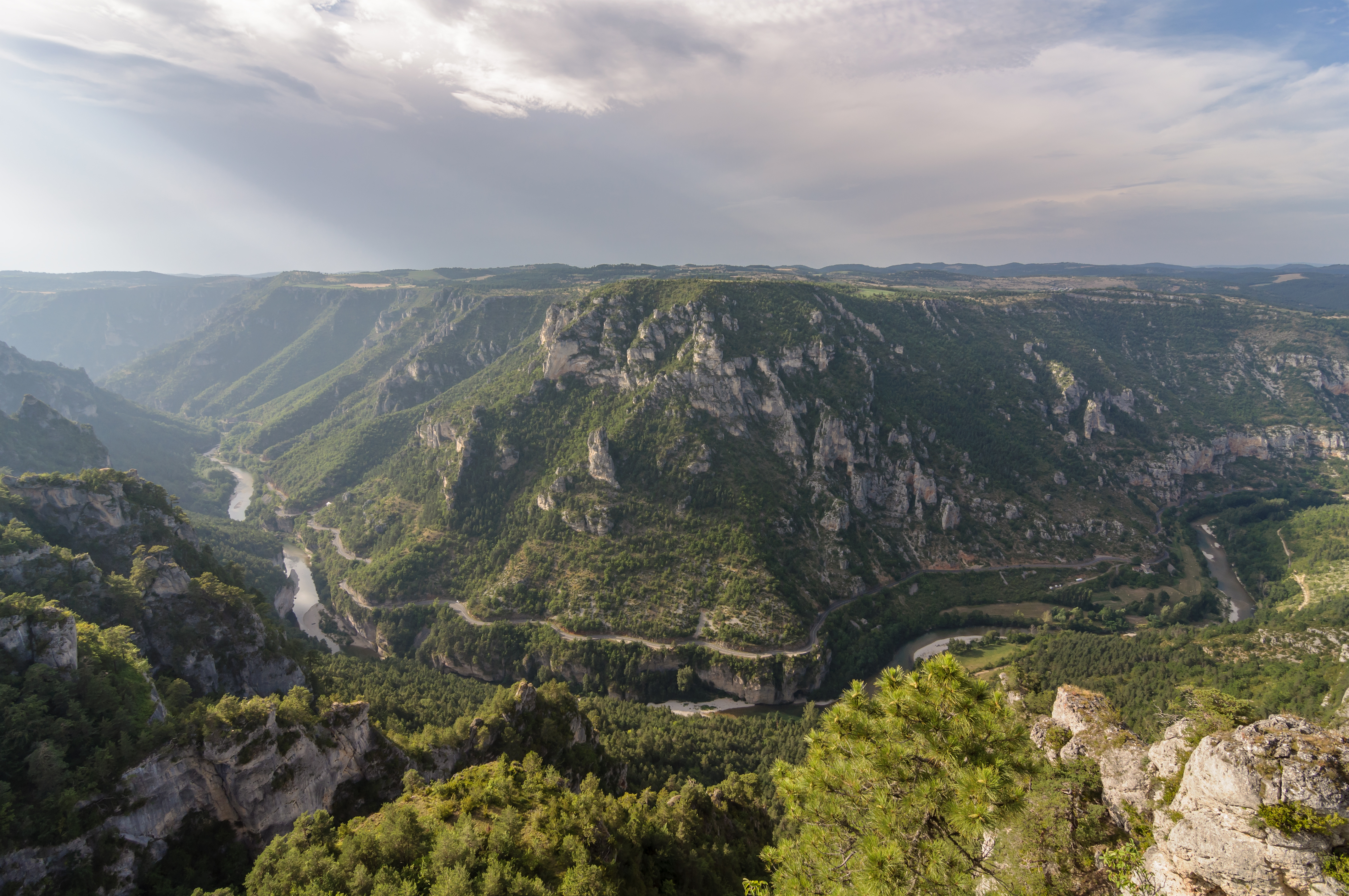
Les gorges du Tarn et le causse de Sauveterre vues du roc des Hourtous sur le causse Méjean, au sud-ouest.
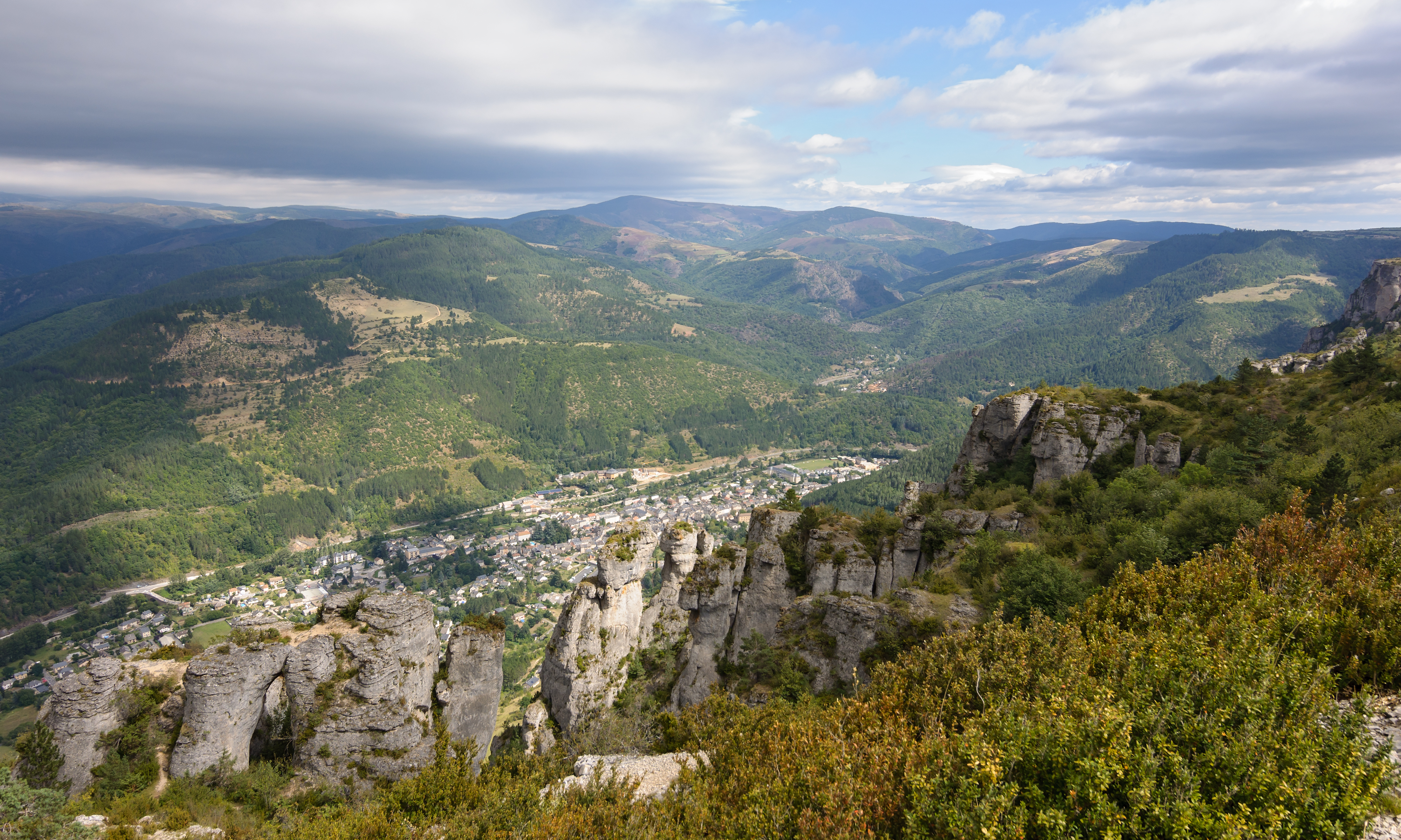
Vue depuis le bord du causse Méjean vers les Cévennes : Florac, au sud.
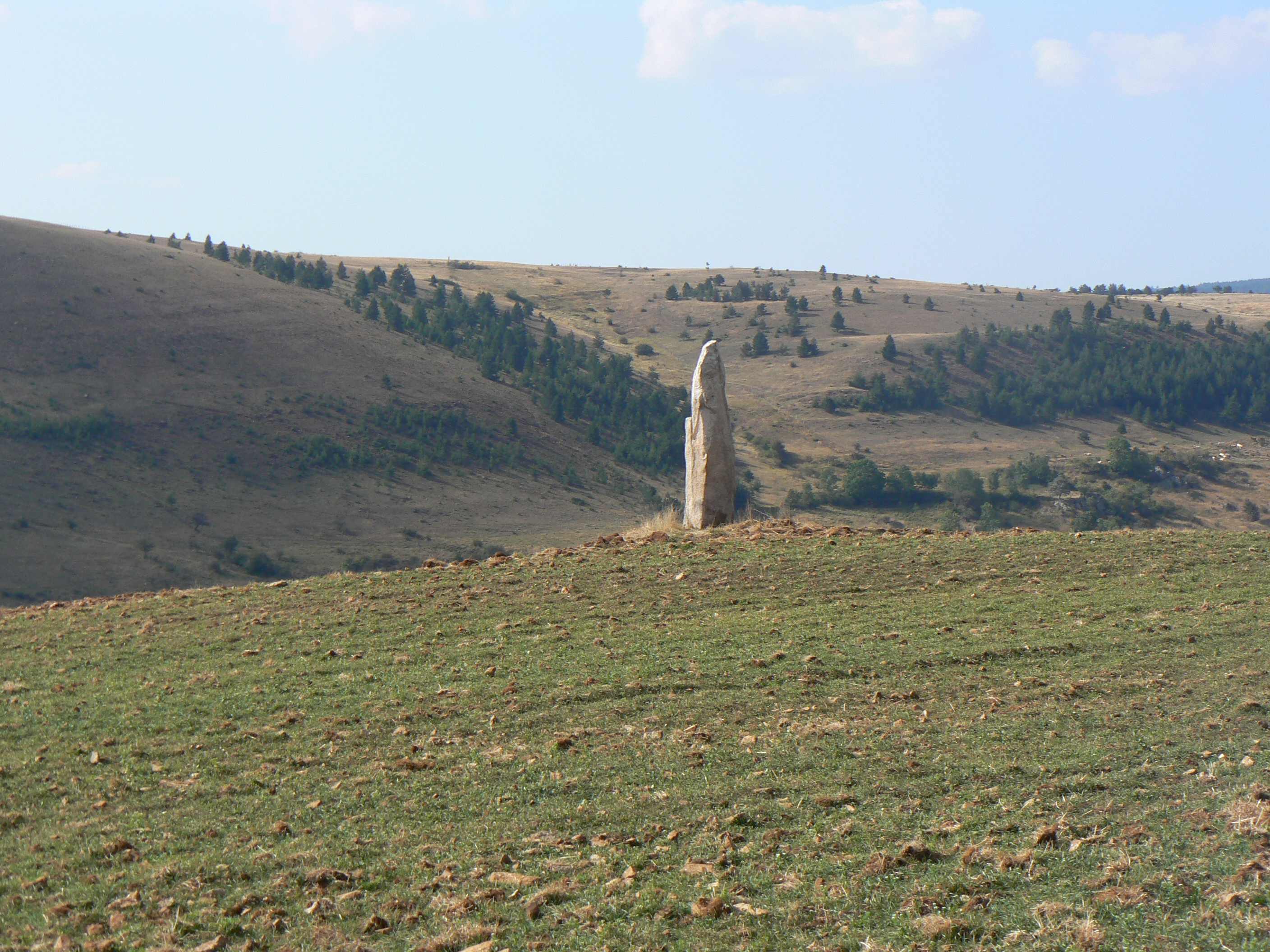
Le site mégalithique de la Cham des Bondons, entre causse de Sauveterre et Mont Lozère, au centre.

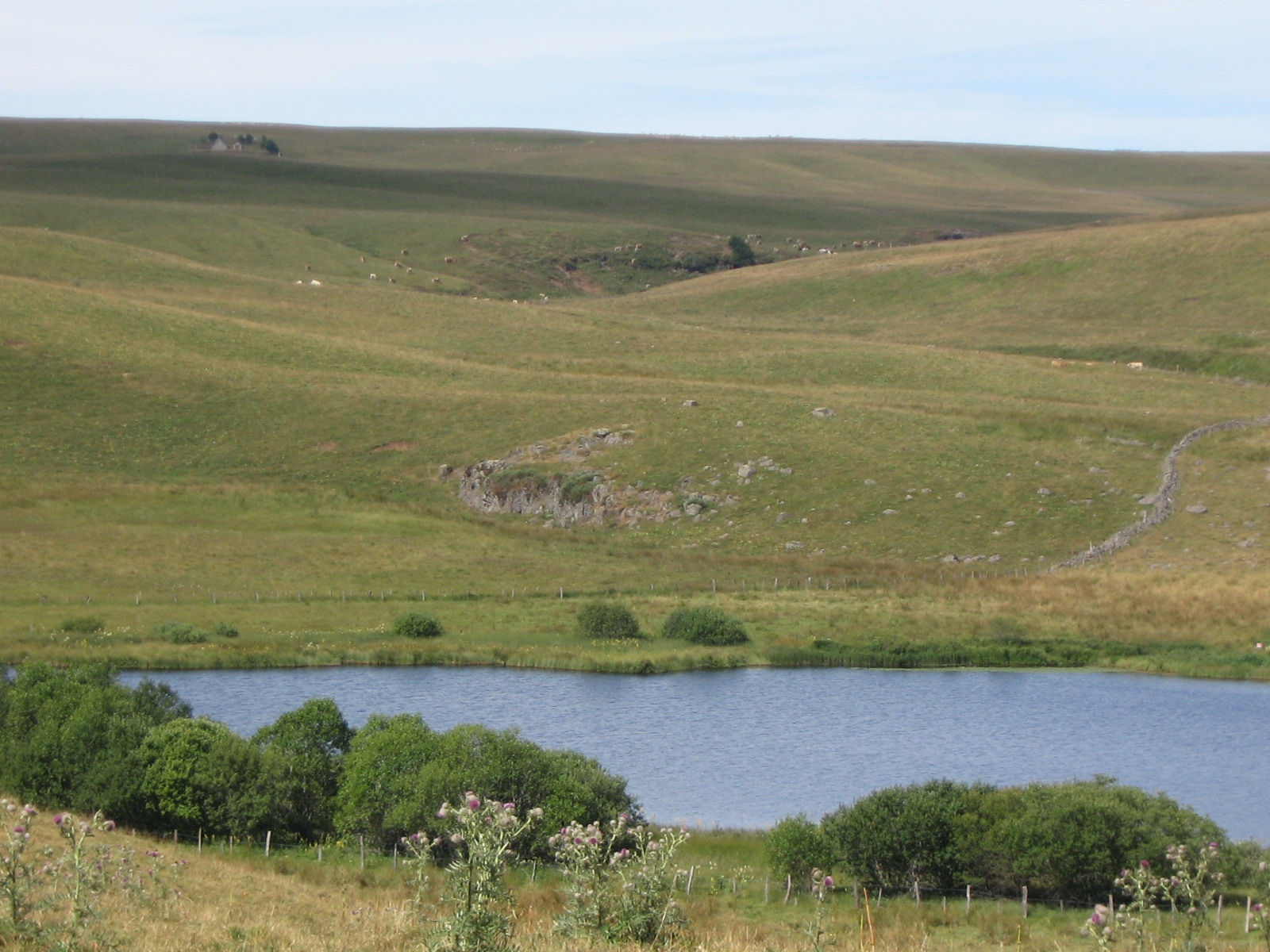
Le lac de Souveyrols, en Aubrac, au nord-ouest.
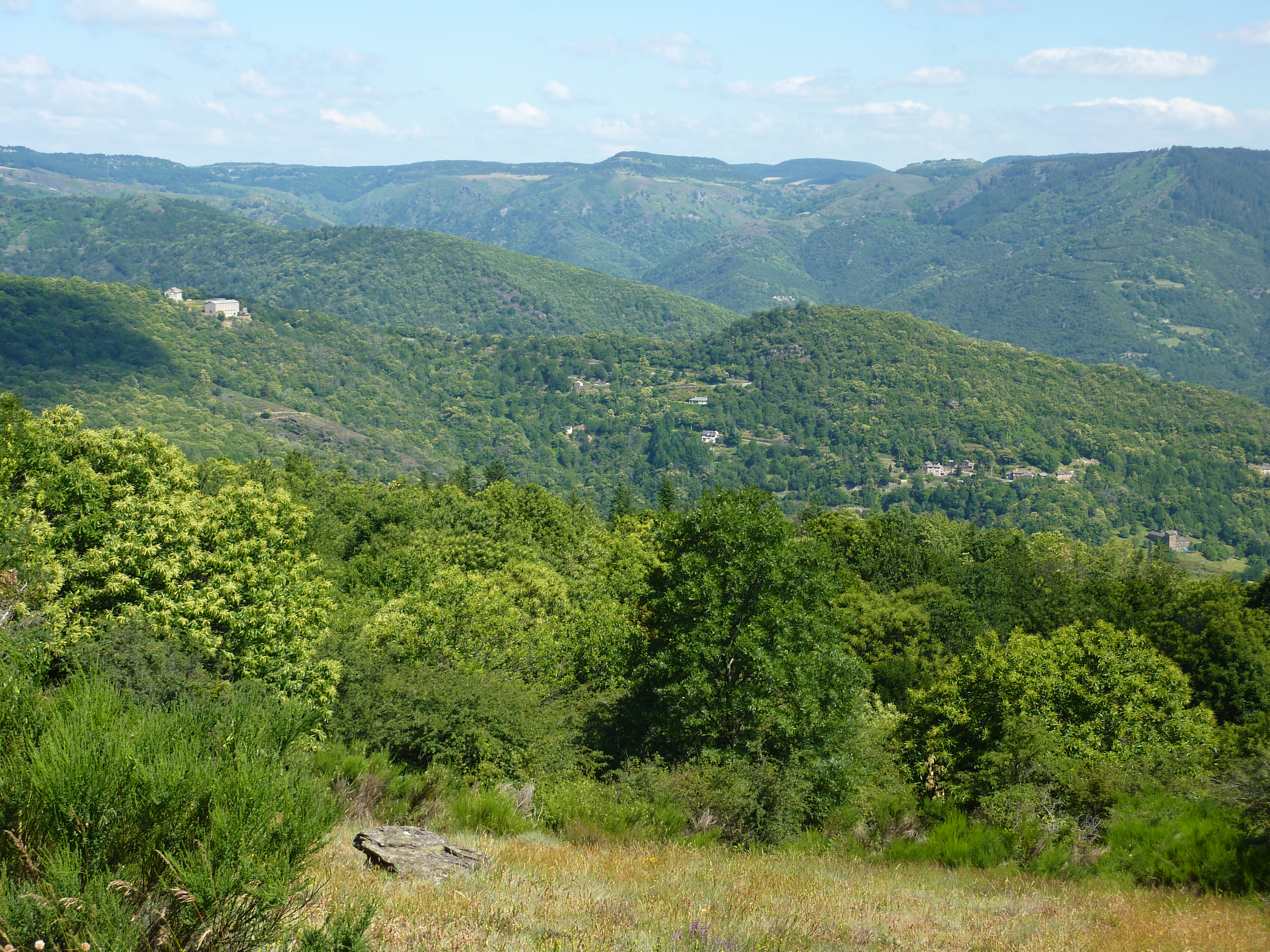
La vallée française vue depuis la roue de la Corniche des Cévennes, au sud-est.
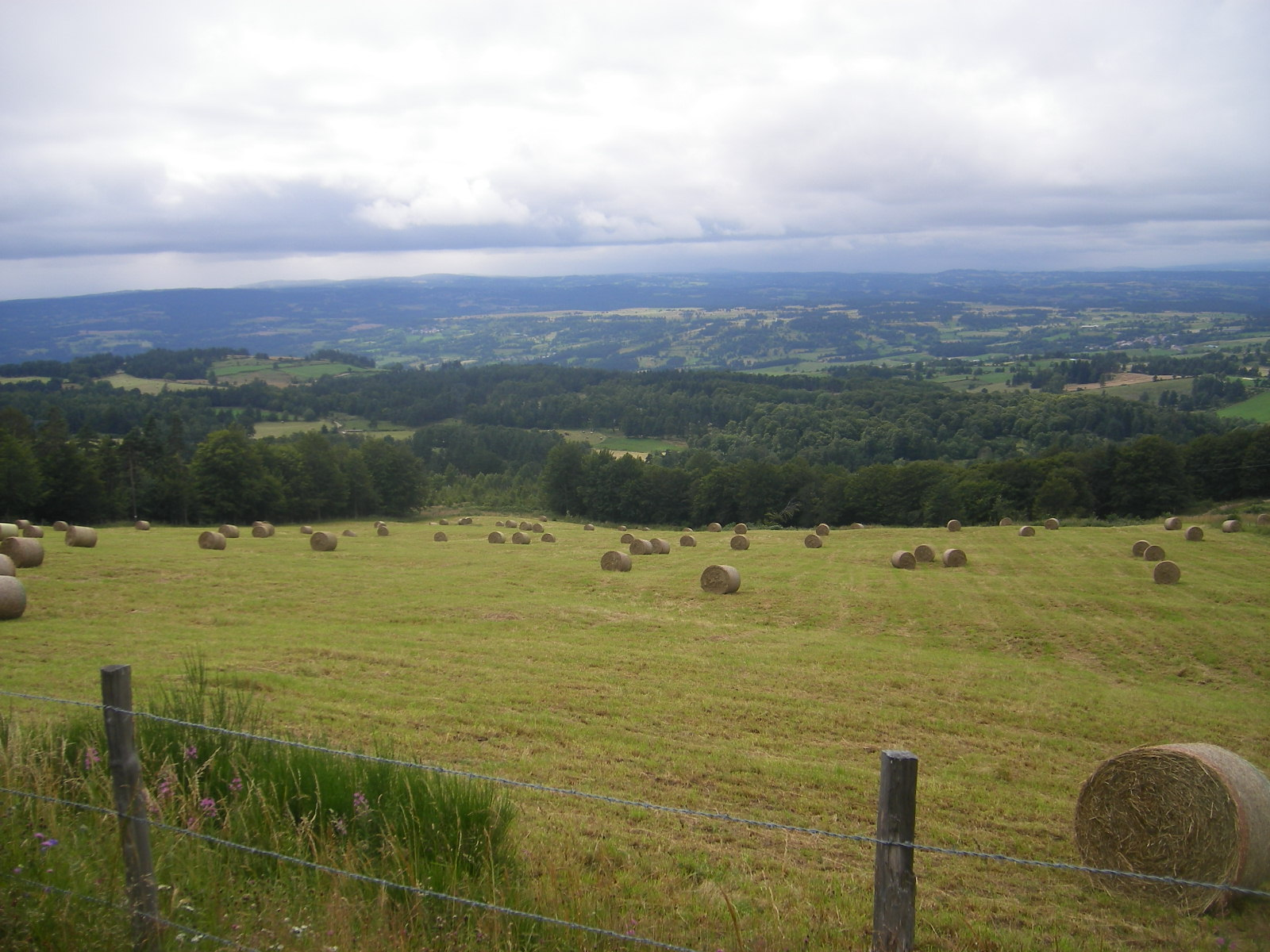
Paysage de la Margeride, au nord.

### Superficie
- Commune la plus étendue : Pont de Montvert - Sud Mont Lozère (16 734 ha)
- Commune la moins étendue : Saint-Juéry (165 ha)

### Administration

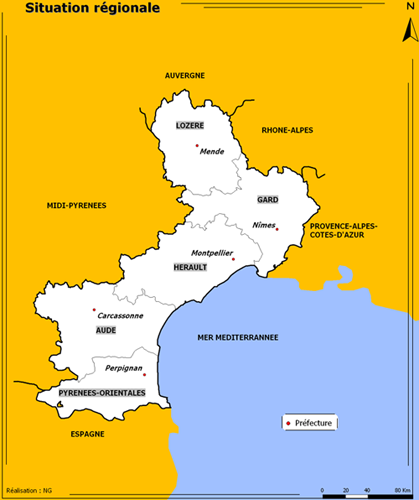
Situation de la Lozère dans l'ancienne région administrative Languedoc-Roussillon.

Le département de la Lozère est situé au nord-est de la région Occitanie.
Il est limitrophe des départements du Cantal (nord-ouest), de la Haute-Loire (nord-est), de l’Ardèche (est), du Gard (sud et sud-est) et de l'Aveyron (ouest et sud-ouest). Il dépend de l'académie de Montpellier et de la zone de défense Sud (Corse, Languedoc-Roussillon, Provence-Alpes-Côte d'Azur) dont le siège est à Marseille.
Il compte 2 arrondissements, 13 cantons et 152 communes.
C'est un département représentant une partie sud du Massif central. Il se trouve au carrefour des liaisons Lyon/Toulouse (RN88) et Clermont-Ferrand/Béziers (A75). Ainsi, la ville de Mende, préfecture de la Lozère, se situe environ à :
- 1 h 15 min de Rodez ;
- 1 h 20 min de Millau ;
- 1 h 25 min du Puy-en-Velay ;
- 1 h 30 min de Clermont-Ferrand ;
- 2 h de Montpellier ;
- 2 h 30 min de Nîmes ;
- 2 h 45 min de Aurillac ;
- 2 h 50 min de Saint-Étienne ;
- 3 h de Carcassonne ;
- 3 h 10 min de Perpignan ;
- 3 h de Lyon ;
- 3 h 30 min de Toulouse.

### Découpage géographique
La division géographique de la Lozère suit la division géologique. On trouve donc quatre régions naturelles :
| La Margeride. | La Margeride (superficie : 1 601 km2) occupe le nord du département. Cette région granitique fortement boisée se prolonge dans l'est du Cantal et l'ouest de la Haute-Loire. D'immenses pâturages entrecoupés de bois, de prés, de landes et de ruisseaux s'y étendent. Les plateaux sont hérissés d'énormes rochers de granit. Son point culminant est le signal de Randon (1 551 m). |

| L'Aubrac (superficie : 911 km2) au nord-ouest, plateau basaltique couvert de rivières et de lacs s'étendant aussi sur le nord de l'Aveyron et le sud du Cantal. Son point culminant est le signal de Mailhebiau (1 469 m). | L'Aubrac. |

| Les Cévennes. | Les Cévennes (superficie : 1 497 km2) au sud-est. La partie lozérienne de cette chaîne principalement granitique et schisteuse est coincée entre le mont Aigoual et le mont Lozère. Elle se prolonge dans les départements de l'Ardèche, du Gard et de l'Hérault. C'est une région très accidentée par les nombreux cours d'eau affluents du Rhône, du Gard, et de l'Hérault. Son point culminant est le sommet de Finiels (1 699 m). |

| Les Grands Causses (superficie : 1 158 km2) au sud-ouest, vastes plateaux arides, un peu moins hauts que l'Aubrac, comprenant de nombreux avens et grottes. La région est coupée en son milieu par les gorges du Tarn et s'étend sur le sud et centre-sud de l'Aveyron. La population s'y rassemble autour des rares points d'eau. Le point culminant se trouve à l'est du causse Méjean au mont Gargo (1 247 m). | Les causses. |

Certains auteurs présentent la Lozère comme le département français ayant l'altitude moyenne la plus élevée de la France (environ 1 000 m), devant les Hautes-Alpes. D'autres ouvrages contredisent cette affirmation, mais l'altitude moyenne de la Lozère avoisine cependant celles des départements alpins, de par ses plateaux élevés qui descendent rarement en dessous des 1 000 m.

### Hydrographie
Le territoire de la Lozère est lié à trois des six grands bassins hydrographiques français, au sens circonscription administrative de bassin. 
Ce sont :

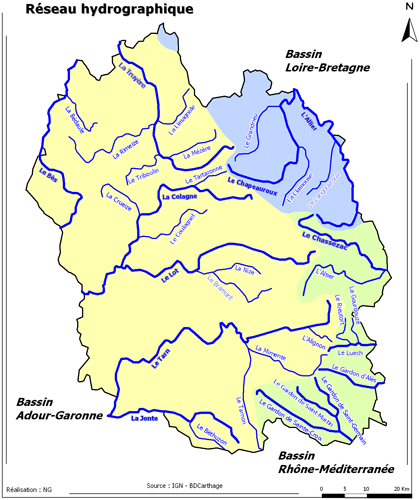
Hydrographie de la Lozère.

- le bassin Adour-Garonne, coule vers l'Atlantique ;
- le bassin Loire-Bretagne, coule vers l'Atlantique ;
- le bassin Rhône-Méditerranée, coule vers la Méditerranée.

Le partage des eaux est symbolisé au col de la Pierre Plantée, mais l'endroit (le véritable, moins facile d'accès pour les touristes, serait en fait à quelques pas de là, sur la commune de Belvezet) est signalé depuis longtemps par une pierre taillée triangulairement et où sont indiqués les noms des trois fleuves.
La Lozère est surnommée « le département des sources » : c'est le seul département français métropolitain dans lequel toutes les rivières qui s'écoulent prennent également leur source. 
Trois importantes rivières prennent naissance en Lozère :
- le Tarn, qui prend sa source sur le mont Lozère. Il traverse les gorges portant son nom ;
- le Lot (en occitan l'Olt), qui prend sa source sur la montagne du Goulet ;
- l'Allier, qui prend sa source en Margeride au Moure de la Gardille, et forme la limite nord-est du département avec celui de l'Ardèche.

On trouve également des rivières plus modestes :
- la Truyère, qui prend aussi sa source en Margeride ;
- la Colagne qui prend sa source en amont du lac de Charpal, traverse le lac de Ganivet et rejoint le Lot au sud de Marvejols, au lieu-dit les Ajustons ;
- le Chapeauroux, affluent de l'Allier, qui collecte les eaux de l'ouest de la Margeride ;
- le Bès qui s'écoule sur l'Aubrac avant de rejoindre la Truyère à la retenue de Grandvals, en matérialisant la limite départementale avec le Cantal ;
- la Jonte qui prend sa source au mont Aigoual et rejoint le Tarn au Rozier, en creusant ses gorges, à la limite départementale avec l'Aveyron ;
- le Tarnon qui prend sa source dans le massif du Mont Aigoual dans le parc national des Cévennes et se jette dans le Tarn à l'aval de Florac ;
- l'Altier prend sa source sur le mont Lozère ; le Chassezac, principal affluent de la rivière Ardèche, et son affluent l'Altier (sous-affluent de l'Ardèche) s'écoulent de chaque côté du Goulet et se rejoignent à Pied-de-Borne, en aval du lac de Villefort ;
- les Gardons qui descendent des Cévennes.

La ligne de partage des eaux (pour les bassins versants respectifs) du Lot (Océan Atlantique) et de l'Altier (Mer Méditerranée) se situe au niveau du col de Tribes.

### Occupation du sol

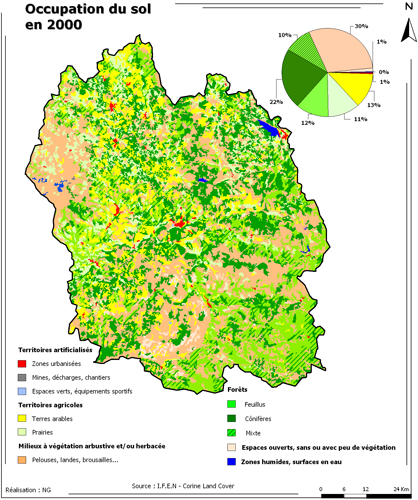
Occupation du sol de la Lozère.

La Lozère a une superficie de 5 167 km2, c'est un département très rural et très peu artificialisé (0,54 % du territoire). Ainsi, la forêt représente globalement 43,81 % du territoire, les terres arables 12,74 %, les prairies 11,36 %, les landes, pelouses et milieux ouverts 31,19 %. Quant à la surface en eau, elle est plutôt faible : 0,36 %. Les régions géographiques citées plus haut sont faciles à identifier sur la carte de l'occupation du sol :
- Aubrac : pelouses et prairies ;
- Margeride : le territoire est très morcelé, c'est un patchwork de forêts, pelouses, prairies, terres arables, villages, etc. ;
- La vallée du Lot a une occupation du sol également très morcelée. Les flancs de la vallée ont fait l'objet d'un reboisement massif en pin noir d'Autriche, espèce adaptée au calcaire et destinée à limiter l'érosion ;
- Cévennes : boisements de feuillus (essentiellement des châtaigniers) entrecoupés parfois de quelques landes et boisements de résineux ;
- Causses : ils montrent une alternance entre d'immenses pelouses calcaires, des prairies et des bois de feuillus (chênes, frênes, érables de Montpellier, cormiers, etc.) et résineux (pin sylvestre). Le causse de Sauveterre est plus boisé que le causse Méjean.

#### Boisements
En Lozère, la forêt s'étend sur 232 300 ha (environ 45 % de la superficie du département) et se répartit comme suit :
| 70 % de conifères : - pin sylvestre en très large majorité - pin noir d’Autriche - épicéa commun - pin maritime - sapin - douglas | 30 % de feuillus : - hêtre - châtaignier - chêne vert - chêne pubescent - chêne rouvre - frêne - érable de Montpellier - bouleau |

Chaque année, cet espace forestier, composé à 80 % de forêts privées, s'étend de 500 ha supplémentaires.

### Climat
- Températures moyennes : −2 °C (janvier), +26 °C (juillet) à Mende
- Précipitations : de 80 à plus de 200 cm / an (suivant l'exposition des régions).
- Ensoleillement annuel à Mende : 2 090 heures de soleil (similaire à Toulouse)

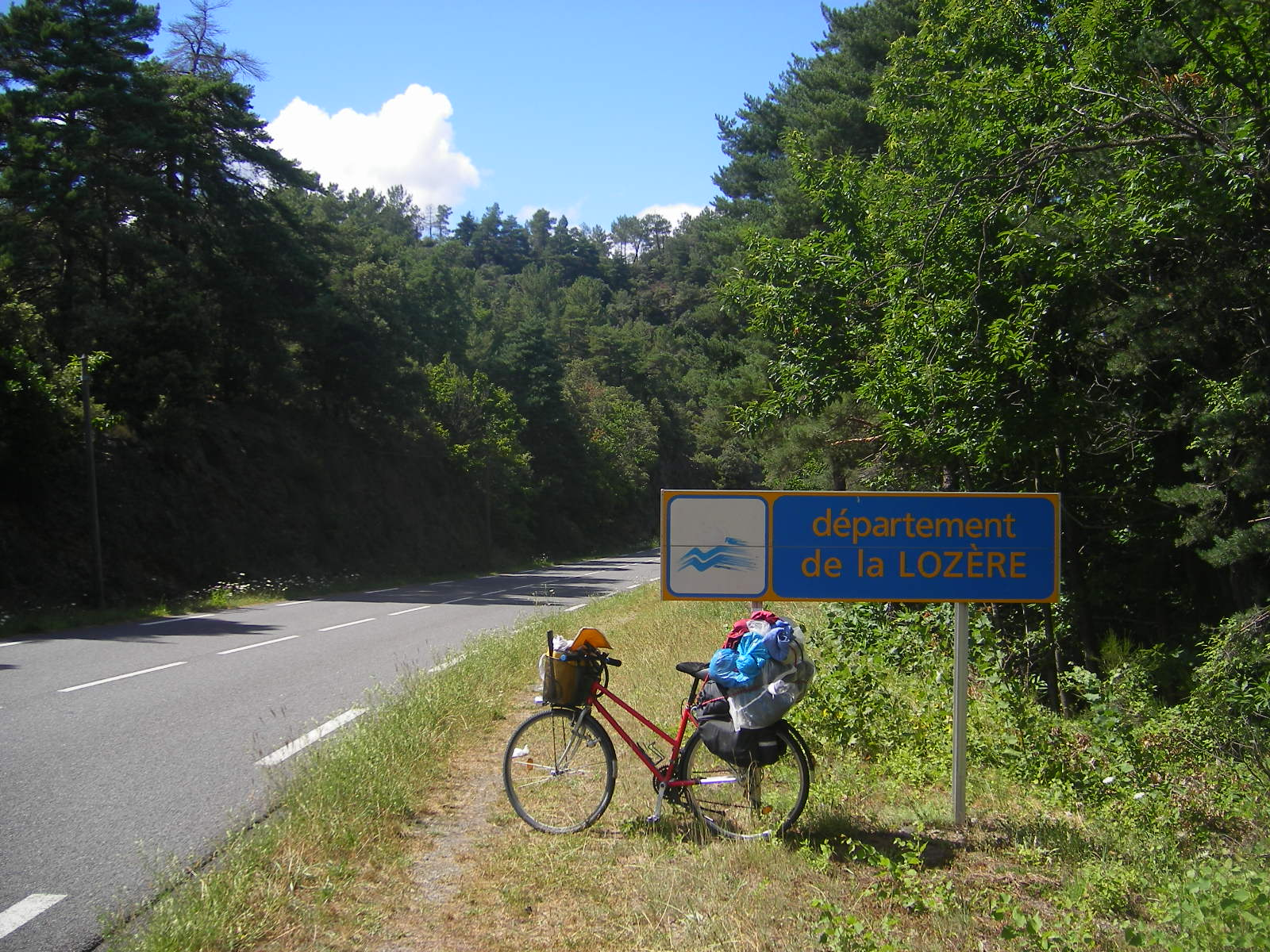
L'entrée en Lozère depuis le Gard, par le col Saint-Pierre.

Quelques records relevés à Mende depuis 1985 :
- Température la plus basse : −20 °C
- Jour le plus froid : 16 janvier 1985
- Année la plus froide : 1985
- Température la plus haute : 39,1 °C
- Jour le plus chaud : 23 août 2023
- Année la plus chaude : 2023
- Hauteur maximale de pluie en 24 h : 96 mm
- Jour le plus pluvieux : 4 novembre 1994
- Année la plus sèche : 1991 (377 mm)
- Année la plus pluvieuse : 1996 (1 025 mm)

La Lozère est soumise à deux flux dominants :
- un flux océanique pour la partie ouest, principalement l'Aubrac qui connaît de fortes précipitations ;
- un flux méditerranéen, qui apporte aussi des précipitations se produisant souvent à l'intersaison et déclenchant ce qu'on appelle l'épisode cévenol.

#### Microclimats

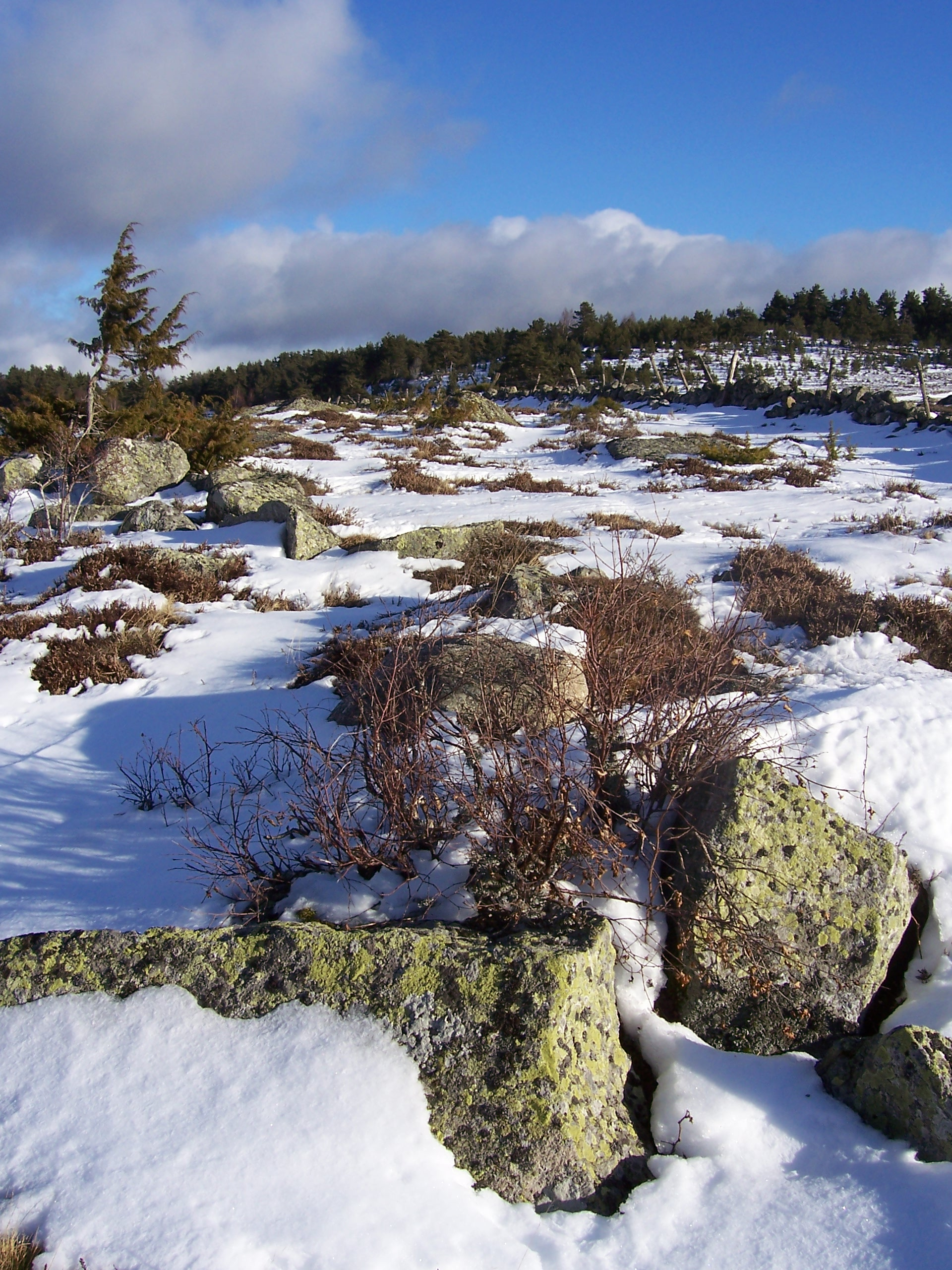
Hauts plateaux d'Aubrac (près du Faltre), 31 décembre 2007.

- Au nord-ouest, les hauts plateaux d'Aubrac (1 000 à 1 469 m) sont subocéaniques humides et froids : perturbations régulières et particulièrement actives à proximité du département de l'Aveyron.

Moyennes pluviométriques : 129 cm/an à Nasbinals et probablement 180 cm vers le signal de Mailhebiau. Températures à Nasbinals (1 200 m) : −1 °C en janvier, +13 °C en juillet. L'enneigement est soumis aux fortes fluctuations océaniques (les chutes abondantes alternent avec les redoux). Le manteau, qui peut atteindre 1,5 mètre d'épaisseur en forêt, se maintient environ 3 mois par an vers 1 200 m. Il est intensément modelé par le vent sur les plateaux dénudés (congères). Les pâturages d'estive retrouvent en mai une intense verdure, un peu mise à mal ces dernières années par une série de sécheresses (2003-2006).
- Au nord, les monts de la Margeride (1 000 à 1 551 m) sont subcontinentales et froides. Les perturbations d'origine atlantique se sont préalablement déchargées sur l'Aubrac, tandis que celles d'origine méditerranéenne l'ont fait sur les Cévennes. Malgré de fréquents orages de mai à octobre, la Margeride est donc plutôt sèche : cumuls annuels de 85 cm à Châteauneuf-de-Randon et Saint-Chély-d'Apcher, et pas plus de 120 cm près des sommets. En revanche, en relation avec les altitudes élevées, les températures sont basses : à Châteauneuf-de-Randon (1 250 m), on relève −2 °C en janvier et +13 °C en juillet. L'enneigement hivernal est à la fois moins fluctuant et moins abondant qu'en Aubrac, car s'il fait un peu plus froid en Margeride, les précipitations − donc les chutes de neige − sont moindres. Il y a environ 3 mois par an de neige au sol vers 1 400 m. Le paysage est assez austère : vastes forêts de pins, hêtres, sapins, alternent avec des hautes croupes à bruyère et plus bas, pâtures et prés de fauche.

- Au centre et au sud-ouest, les causses, gorges et vallées d'altitude plus faible (500 à 1 200 m) combinent les trois influences du département en atténuant les effets de chacune (foehns marqués). Comme la Margeride, c'est une région relativement sèche : cumuls annuels de 80 cm à Mende, 100 cm au Massegros, 117 cm à Florac.

Les températures à Mende (800 m) vont de +1 °C en janvier à +16 °C en juillet. À l'exception des vallées et des sites les plus bas, l'enneigement est fréquent mais pas trop tenace (environ 1 mois par an de neige au sol vers 1 000 m). L'ensoleillement est en forte progression par rapport au nord du département. Les forêts de pin sylvestre et les pâturages d'herbe rase (ovins) composent l'essentiel d'un paysage aux allures déjà méditerranéennes.
- Au sud-est, la chaîne des Cévennes (500 à 1 699 m) est méditerranéenne et humide, douce à froide selon l'altitude. Les masses d'air humide qui se forment au-dessus de la mer viennent par flux de Sud-Est à Sud buter contre le relief cévenol, déclenchant alors les fameux épisodes plus ou moins diluviens, notamment en automne (pic pluviométrique d'octobre). Le flux d'ouest océanique, bien qu'atténué, est encore sensible sur les hauts massifs, mais décline rapidement dans les vallées orientales (foehn). Au total, les cumuls annuels sont parmi les plus élevés de France : 228 cm au mont Aigoual, 184 cm à Villefort. Cette pluviométrie est cependant très irrégulière, avec une tendance à la sécheresse estivale. L'ensoleillement des vallées est excellent.

Compte tenu des forts dénivelés, les températures sont très variables :
- à Villefort (500 m) +2 °C en janvier, +18 °C en juillet ;
- au mont Aigoual (1 565 m) −3 °C en janvier, +12 °C en juillet.

L'enneigement, en relation avec le régime pluviométrique, est très irrégulier. C'est dans les Cévennes qu'ont été relevés les cumuls records des dernières décennies pour la moyenne montagne française (3 à 4 mètres d'épaisseur moyenne, hiver 1980-81). De façon plus générale, l'enneigement persiste au sol environ un mois par an vers 900 m, trois mois vers 1 300 m et cinq mois près des sommets. La végétation est étagée : garrigue et maquis typiquement méditerranéens dans les vallées, pins et hêtres en montagne. Les paysages, à la fois luxuriants et déshérités, très sauvages, sont une parfaite illustration d'un climat tantôt lumineux, tantôt tempétueux…

## Économie
L'économie de la Lozère repose essentiellement sur le secteur primaire (agriculture), l'exploitation forestière et sur l'activité touristique (tourisme vert). Les forêts sont principalement composées de résineux et couvrent près de la moitié de la Lozère. La filière bois énergie, bien développée, contribue à la valorisation du patrimoine forestier. Un emploi sur dix relève de la sphère agricole. 29 % des exploitations vendent au moins une partie de leur production en circuit court,. ainsi, 31 % des exploitations réalisent une activité de transformation à la ferme.
L’industrie représente 9 % de l’emploi contre 12 % en France métropolitaine. 38 % des emplois industriels relèvent de l’agroalimentaire.
Le département possède l'un des taux de chômage les plus bas de France (4,9 % en moyenne en 2021 contre 7,9 % au niveau national) en raison de l'émigration de ses jeunes vers les villes (Lyon, Marseille, Montpellier) depuis des décennies.
Les secteurs de l’administration, de l’enseignement, de la santé et du social y tiennent une place prépondérante, avec un emploi salarié sur deux contre un sur trois en France métropolitaine.

### Population de 15 ans ou plus par sexe, âge et catégorie socioprofessionnelle en 2020
|                                                   | Hommes | Femmes | Part en % de la population âgée de | Part en % de la population âgée de | Part en % de la population âgée de |
| 15 à 24 ans                                       | Hommes | Femmes | 25 à 54 ans                        | 55 ans ou +                        |                                    |
| ------------------------------------------------- | ------ | ------ | ---------------------------------- | ---------------------------------- | ---------------------------------- |
| Ensemble                                          | 32 429 | 32 768 | 100,0                              | 100,0                              | 100,0                              |
| Agriculteurs exploitants                          | 2 222  | 898    | 1,0                                | 7,3                                | 3,6                                |
| Artisans, commerçants, chefs d'entreprise         | 2 043  | 795    | 0,4                                | 7,4                                | 2,7                                |
| Cadres et professions intellectuelles supérieures | 1 657  | 1 432  | 0,5                                | 8,4                                | 2,7                                |
| Professions intermédiaires                        | 3 425  | 4 868  | 7,3                                | 24,1                               | 4,3                                |
| Employés                                          | 2 780  | 7 265  | 14,4                               | 26,6                               | 6,0                                |
| Ouvriers                                          | 6 064  | 1 127  | 16,9                               | 17,9                               | 3,7                                |
| Retraités                                         | 9 854  | 11 294 | 0,0                                | 0,2                                | 68,3                               |
| Autres personnes sans activité professionnelle    | 4 383  | 5 089  | 59,5                               | 8,2                                | 8,7                                |

### Tourisme

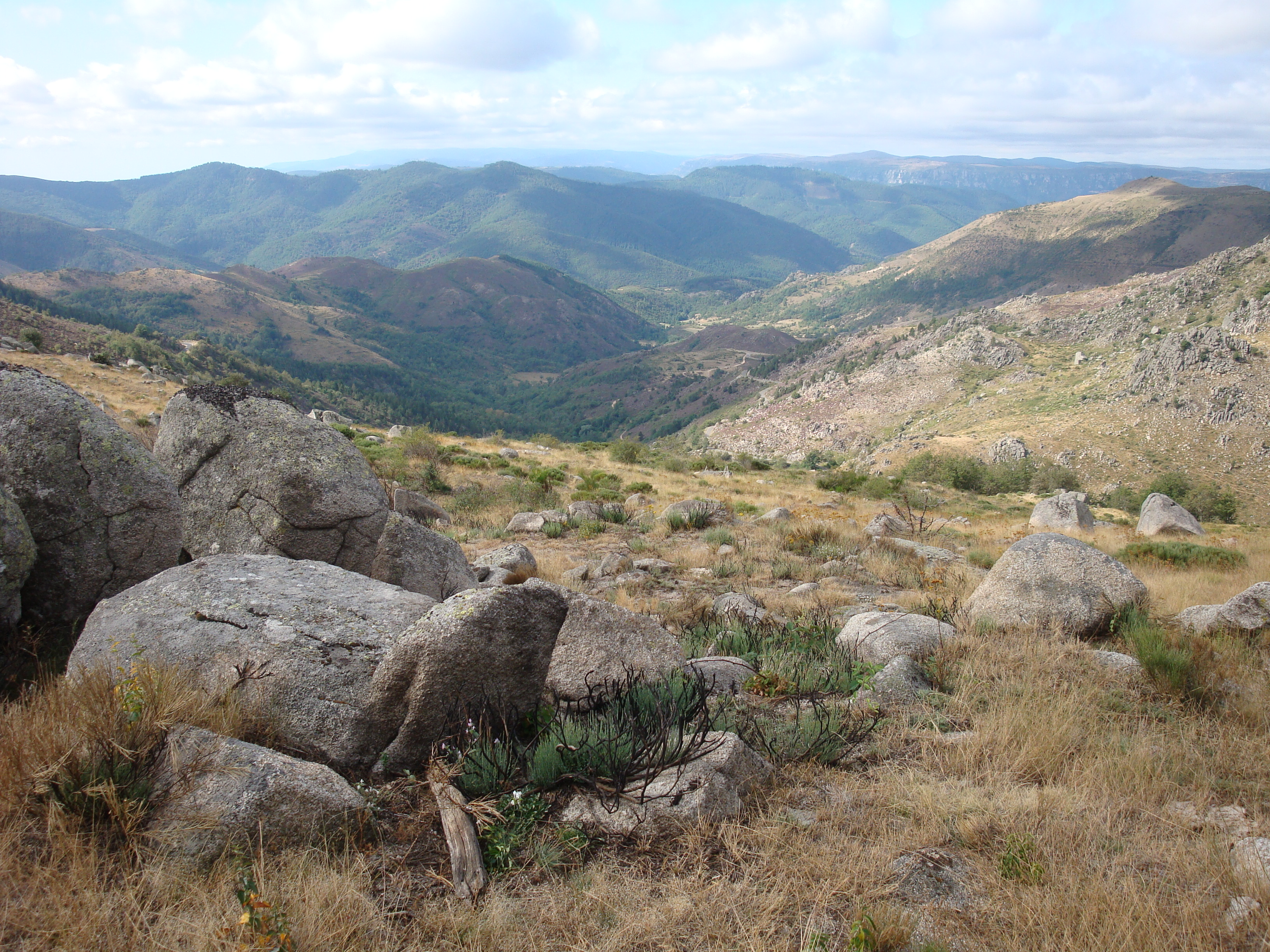
Paysage des Cévennes.

Des réserves animalières rares en Europe qui passent par la préservation des espèces, aux richesses sur terre (menhirs, dolmens…) ou sous terre (grottes…), la Lozère offre de nombreuses curiosités.
En 2019 la présence de touristes génère 2 200 emplois en moyenne soit 9,3 % de l’emploi marchand du département. Ces emplois se trouvent principalement dans la centaine d’hôtels, la centaine de campings et les restaurants du département.

### Fiscalité
| Taxe                                                | Taux appliqué (part départementale) |
| --------------------------------------------------- | ----------------------------------- |
| Taxe d'habitation (TH)                              | 4,99 %                              |
| Taxe foncière sur les propriétés bâties (TFPB)      | 12,08 %                             |
| Taxe foncière sur les propriétés non bâties (TFPNB) | 119,29 %                            |
| Taxe professionnelle (TP)                           | 9,51 %                              |

Si le taux de la taxe foncière sur les propriétés non bâties peut sembler important, il est à mettre en relation avec la très faible valeur locative des terrains non bâtis en Lozère qui en constitue l'assiette.
Ce tableau retrace le taux de la part départementale des taxes locales qui s'ajoute aux parts communales, intercommunales et régionales.

## Démographie
Les habitants de la Lozère sont les Lozériens.

En 2022, le département comptait 76 503 habitants, en évolution de +0,11 % par rapport à 2016 (France hors Mayotte : +2,11 %).
| 1761    | 1766    | 1791 | 1801    | 1806    | 1821    | 1826    | 1831    | 1836    |
| ------- | ------- | ---- | ------- | ------- | ------- | ------- | ------- | ------- |
| 144 705 | 140 819 | -    | 126 503 | 143 247 | 133 934 | 138 778 | 140 347 | 141 733 |

| 1841    | 1846    | 1861    | 1866    | 1872    | 1876    | 1881    | 1886    | 1891    |
| ------- | ------- | ------- | ------- | ------- | ------- | ------- | ------- | ------- |
| 140 788 | 143 331 | 137 367 | 137 263 | 135 190 | 138 319 | 143 565 | 141 264 | 135 517 |

| 1896    | 1901    | 1906    | 1911    | 1921    | 1926    | 1931    | 1936   | 1946   |
| ------- | ------- | ------- | ------- | ------- | ------- | ------- | ------ | ------ |
| 132 151 | 128 866 | 128 016 | 122 738 | 108 822 | 104 733 | 101 849 | 98 480 | 90 523 |

| 1954   | 1962   | 1968   | 1975   | 1982   | 1990   | 1999   | 2006   | 2011   |
| ------ | ------ | ------ | ------ | ------ | ------ | ------ | ------ | ------ |
| 82 391 | 81 868 | 77 258 | 74 825 | 74 294 | 72 825 | 73 509 | 76 800 | 77 156 |

| 2016   | 2021   | 2022   | - | - | - | - | - | - |
| ------ | ------ | ------ | - | - | - | - | - | - |
| 76 422 | 76 519 | 76 503 | - | - | - | - | - | - |

La Lozère a un taux de fécondité au-dessous de la moyenne française avec 1,72 enfant par femme.
- Naissances (1990-1999) : 6 439
- Décès (1990-1999) : 8 100

La Lozère est le département le moins peuplé de France. Si depuis la fin du XIXe siècle le département voyait sa population s'amoindrir à cause du solde migratoire négatif, les quinze dernières années montrent néanmoins une nouvelle tendance qui est à la hausse.
Les raisons données à cette tendance sont la qualité du cadre de vie, l'amélioration du réseau de transport routier et de communication et dans une plus faible mesure l'héliotropisme. Il s'agit néanmoins d'une population âgée et à fort pouvoir d'achat.
La faible densité de population (14,8 hab./km2) en 2022 s'explique en partie par la pauvreté des sols et par l'exode rural très important entre 1850 et 1910. La population est concentrée dans trois centres urbains principaux : Mende, Saint-Chély-d'Apcher et Marvejols qui groupent à eux trois le tiers de la population du département. Quelques autres petits centres (Langogne, Florac, Aumont-Aubrac, La Canourgue, etc.) font figure de petits bassins de vie mais n'arrivent pas à attirer les jeunes, dont l'exode vers les métropoles voisines (Clermont-Ferrand au nord, Montpellier et Nîmes au sud) est de plus en plus important.

### Classement
La commune la plus peuplée du département de la Lozère en 2022 est Mende avec 12 322 habitants, tandis que la moins peuplée est Sainte-Eulalie avec 36 habitants. La commune la plus dense est Marvejols avec 381,7 hab./km2, tandis que la moins dense est Marchastel avec 1,3 hab./km2.

#### Communes les plus peuplées
| Nom                       | Code Insee | Intercommunalité                        | Superficie (km2) | Population (dernière pop. légale) | Densité (hab./km2) | Modifier                                    |
| ------------------------- | ---------- | --------------------------------------- | ---------------- | --------------------------------- | ------------------ | ------------------------------------------- |
| Mende                     | 48095      | CC Cœur de Lozère                       | 36,56            | 12 322 (2022)                     | 337                | modifier les données · modifier les données |
| Marvejols                 | 48092      | CC du Gévaudan                          | 12,45            | 4 752 (2022)                      | 382                | modifier les données · modifier les données |
| Saint-Chély-d'Apcher      | 48140      | CC des Terres d'Apcher-Margeride-Aubrac | 28,26            | 4 025 (2022)                      | 142                | modifier les données · modifier les données |
| Langogne                  | 48080      | CC du Haut Allier                       | 31,41            | 2 860 (2022)                      | 91                 | modifier les données · modifier les données |
| Peyre en Aubrac           | 48009      | CC des Hautes Terres de l'Aubrac        | 153,30           | 2 304 (2022)                      | 15                 | modifier les données · modifier les données |
| Florac Trois Rivières     | 48061      | CC Gorges Causses Cévennes              | 48,39            | 2 111 (2022)                      | 44                 | modifier les données · modifier les données |
| La Canourgue              | 48034      | CC Aubrac Lot Causses Tarn              | 104,29           | 2 095 (2022)                      | 20                 | modifier les données · modifier les données |
| Bourgs sur Colagne        | 48099      | CC du Gévaudan                          | 53,09            | 2 077 (2022)                      | 39                 | modifier les données · modifier les données |
| Chanac                    | 48039      | CC Aubrac Lot Causses Tarn              | 71,14            | 1 421 (2022)                      | 20                 | modifier les données · modifier les données |
| Saint-Alban-sur-Limagnole | 48132      | CC des Terres d'Apcher-Margeride-Aubrac | 51,23            | 1 378 (2022)                      | 27                 | modifier les données · modifier les données |
| Monts-de-Randon           | 48127      | CC Randon - Margeride                   | 147,38           | 1 209 (2022)                      | 8,2                | modifier les données · modifier les données |
| Montrodat                 | 48103      | CC du Gévaudan                          | 20,65            | 1 168 (2022)                      | 57                 | modifier les données · modifier les données |
| Mont Lozère et Goulet     | 48027      | CC Mont-Lozère                          | 166,21           | 1 107 (2022)                      | 6,7                | modifier les données · modifier les données |
| Banassac-Canilhac         | 48017      | CC Aubrac Lot Causses Tarn              | 24,68            | 1 069 (2022)                      | 43                 | modifier les données · modifier les données |
| Badaroux                  | 48013      | CC Cœur de Lozère                       | 20,72            | 960 (2022)                        | 46                 | modifier les données · modifier les données |

#### Communes les plus étendues
| Nom                                | Code Insee | Intercommunalité                 | Superficie (km2) | Population (dernière pop. légale) | Densité (hab./km2) | Modifier                                    |
| ---------------------------------- | ---------- | -------------------------------- | ---------------- | --------------------------------- | ------------------ | ------------------------------------------- |
| Pont de Montvert - Sud Mont Lozère | 48116      | CC Des Cévennes au Mont Lozère   | 167,34           | 537 (2022)                        | 3,2                | modifier les données · modifier les données |
| Mont Lozère et Goulet              | 48027      | CC Mont-Lozère                   | 166,21           | 1 107 (2022)                      | 6,7                | modifier les données · modifier les données |
| Massegros Causses Gorges           | 48094      | CC Aubrac Lot Causses Tarn       | 159,36           | 936 (2022)                        | 5,9                | modifier les données · modifier les données |
| Peyre en Aubrac                    | 48009      | CC des Hautes Terres de l'Aubrac | 153,30           | 2 304 (2022)                      | 15                 | modifier les données · modifier les données |
| Monts-de-Randon                    | 48127      | CC Randon - Margeride            | 147,38           | 1 209 (2022)                      | 8,2                | modifier les données · modifier les données |
| Gorges du Tarn Causses             | 48146      | CC Gorges Causses Cévennes       | 144,22           | 901 (2022)                        | 6,2                | modifier les données · modifier les données |
| Meyrueis                           | 48096      | CC Gorges Causses Cévennes       | 104,68           | 778 (2022)                        | 7,4                | modifier les données · modifier les données |
| La Canourgue                       | 48034      | CC Aubrac Lot Causses Tarn       | 104,29           | 2 095 (2022)                      | 20                 | modifier les données · modifier les données |
| Hures-la-Parade                    | 48074      | CC Gorges Causses Cévennes       | 88,59            | 232 (2022)                        | 2,6                | modifier les données · modifier les données |
| Chanac                             | 48039      | CC Aubrac Lot Causses Tarn       | 71,14            | 1 421 (2022)                      | 20                 | modifier les données · modifier les données |
| Vebron                             | 48193      | CC Gorges Causses Cévennes       | 69,66            | 225 (2022)                        | 3,2                | modifier les données · modifier les données |
| Arzenc-de-Randon                   | 48008      | CC Randon - Margeride            | 69,20            | 189 (2022)                        | 2,7                | modifier les données · modifier les données |
| Grandrieu                          | 48070      | CC Randon - Margeride            | 65,37            | 742 (2022)                        | 11                 | modifier les données · modifier les données |
| Nasbinals                          | 48104      | CC des Hautes Terres de l'Aubrac | 63,34            | 576 (2022)                        | 9,1                | modifier les données · modifier les données |
| Prévenchères                       | 48119      | CC Mont-Lozère                   | 62,75            | 270 (2022)                        | 4,3                | modifier les données · modifier les données |

## Culture
Musique, théâtre de rue, découverte, cinéma, la Lozère profite de sa faible population pour devenir une sorte de laboratoire culturel rural mais déterminé. C'est ainsi que, par décennies successives, plusieurs festivals se sont mis en place, avec, pour certains, une importance régionale, voire au-delà. Des associations locales ainsi que les municipalités arrivent de plus à proposer un calendrier de concerts et pièces de théâtre de niveau national.

### Cirques et ménageries
Une grande partie des plus grands cirques français du XIXe siècle et du XXe siècle tirent leurs origines dans le département. Ainsi, Jean-Baptiste Pezon (1827 - 1897), originaire de Rimeize quittera la région à l'âge de 17 ans en direction de Paris avec son unique loup. Ce dompteur fondera la « grande Ménagerie lozérienne » à Montreuil-sous-Bois. Son lion inspirera Frédéric Auguste Bartholdi pour son Lion de Belfort. Ses enfants, notamment Adrien, prendront la relève.
Il y avait aussi une ménagerie lozérienne installée à Mende et dirigée par la famille Bonnefoux. Depuis 1887, Marie Bonnefoux et son frère en étaient les dirigeants quand Ahmed Ben Amar el Gaid vint lui acheter un loup. Elle l'épousa et c'est avec lui que sera fondé le cirque Amar, dont leurs six enfants feront la renommée.

### Gastronomie

#### Mets
- Aligot
- Coupétade (coupetado)
- Truffade
- Pouteille
- Fougasse
- Retortillat
- Flèque
- Manouls
- Maôche

#### Productions agricoles
- au lait de brebis : pérail, lévejac, roquefort, tomes ;
- au lait de chèvre : cabecou, pélardon (AOC), tomes ;
- au lait de vache : laguiole (AOC), bleu des Causses (AOC), tomes ;
- Yaourts : au lait de brebis.

## Médias
Au niveau télévisuel, la Lozère est incluse dans le décrochage régional de France 3 Sud et dans celui de l'édition France 3 Languedoc-Roussillon pour les informations locales. Autrement, aucun réseau câblé n'est disponible dans le département, mais la TNT a fait son apparition dès 2006 pour le bassin mendois puis en 2009 pour Marvejols (deux relais), Banassac, Balsièges, Barjac, Le Malzieu-Ville, Le Collet-de-Dèze mais aussi le Truc de Fortunio qui est le relais télévisuel le plus important de la Lozère et aussi le plus haut : 1 551 mètres d'altitude.
Cinq radios exclusivement locales sont présentes : RCF Lozère (membre du réseau Radios chrétiennes francophones), Radio Zéma, Radio Margeride, Radio Bartas et 48FM. Quatre autres radios régionales sont disponibles : France Bleu Gard-Lozère, Radio InterVal, Radio Totem et Radio Lenga d'Oc. Suivant les lieux géographiques, une grande partie des radios nationales est présente dans le département.
Radio MIL (Musique Information Loisirs) qui émettait autrefois sur la bande FM depuis Saint-Germain-du-Teil sur 101.7 FM,
Mende Radio, Radio Chardon et Musick FM Programme Fun Radio qui émettaient depuis Mende sont aujourd’hui disparues.
La presse écrite, quant à elle, est dominée par la Lozère Nouvelle, journal hebdomadaire qui a pris la succession de la Croix de Lozère, et par le quotidien régional Midi libre. Avec 13 500 journaux diffusés pour un peu plus de 76 000 habitants, la Lozère nouvelle présente l'un des taux de pénétration les plus importants d'Europe pour la PHR. L'hebdomadaire La Gazette de Lozère, apparu au milieu des années 1990, a disparu quelques mois plus tard, faute de pouvoir s'imposer. Le Réveil Lozère est un hebdomadaire agricole.

## Sport
La Lozère est une terre de sport, à l'image de sa préfecture Mende élue par deux fois ville la plus sportive de France. On y retrouve chaque année de grands événements internationaux tels que :
- le Trèfle lozérien (enduro) ;
- le semi-marathon Marvejols-Mende (course pédestre) ;
- les 160 km de Florac (équitation) ;
- le Tour du Gévaudan (cyclisme) ;

## Les résidences secondaires
Selon le recensement général de la population du 1er janvier 2008, 33,2 % des logements disponibles dans le département étaient des résidences secondaires.
Ce tableau indique les principales communes de Lozère dont les résidences secondaires et occasionnelles dépassent 10 % des logements totaux en 2008 :
| Commune                        | Population SDC | Nombre de logements | Rés. secondaires | % Rés. secondaires |
| ------------------------------ | -------------- | ------------------- | ---------------- | ------------------ |
| Luc                            | 225            | 362                 | 263              | 72,67              |
| Chasseradès                    | 160            | 288                 | 208              | 72,22              |
| Cubières                       | 177            | 320                 | 227              | 70,80              |
| Vialas                         | 427            | 740                 | 516              | 69,81              |
| Pied-de-Borne                  | 216            | 305                 | 201              | 65,94              |
| Le Pont-de-Montvert            | 289            | 462                 | 301              | 65,15              |
| Bagnols-les-Bains              | 231            | 359                 | 222              | 61,93              |
| Le Bleymard                    | 353            | 409                 | 248              | 60,48              |
| Auroux                         | 436            | 396                 | 231              | 58,16              |
| Quézac                         | 323            | 370                 | 214              | 57,90              |
| Sainte-Enimie                  | 523            | 644                 | 357              | 55,42              |
| Saint-Germain-de-Calberte      | 452            | 535                 | 287              | 53,77              |
| Villefort                      | 626            | 615                 | 298              | 48,43              |
| Saint-Étienne-Vallée-Française | 529            | 576                 | 273              | 47,46              |
| Meyrueis                       | 882            | 763                 | 340              | 44,60              |
| Ispagnac                       | 846            | 737                 | 305              | 41,37              |
| Grandrieu                      | 761            | 631                 | 254              | 40,25              |
| Le Collet-de-Dèze              | 688            | 569                 | 220              | 38,63              |
| Le Malzieu-Ville               | 867            | 735                 | 261              | 35,51              |
| La Canourgue                   | 2 104          | 1 456               | 459              | 31,50              |
| Florac                         | 1 900          | 1 424               | 434              | 30,46              |
| Chanac                         | 1 355          | 834                 | 245              | 29,40              |
| Langogne                       | 3 129          | 2 132               | 414              | 19,42              |
| Marvejols                      | 5 011          | 3 058               | 306              | 10,01              |

Sources Insee.

## La Lozère au cinéma
- 1963 : Un roi sans divertissement de François Leterrier avec Charles Vanel
- 1966 : La Grande Vadrouille de Gérard Oury
- 1967 : Les Aventuriers de José Giovanni
- 1969 : Le Huguenot récalcitrant de Jean L'Hôte
- 1985 : Hors-la-loi de Robin Davis avec Clovis Cornillac
- 1985 : Scout toujours... de Gérard Jugnot
- 1986 : 37°2 le matin de Jean-Jacques Beineix
- 1996 : La Belle Verte est un film français de Coline Serreau .
- 1999 : C'est quoi la vie ? de François Dupeyron
- 2002 : Blanche de Bernie Bonvoisin
- 2002 : Le Frère du guerrier de Pierre Jolivet
- 2005 : Saint-Jacques… La Mecque de Coline Serreau
- 2008 : Hero Corp de Simon Astier
- 2011 : RIF (Recherches dans l'intérêt des familles) de Franck Mancuso
- 2014 : Lucy de Luc Besson
- 2019 : Seules les bêtes de Dominik Moll
- 2020 : Antoinette dans les Cévennes de Caroline Vignal
- 2022 : Libre Garance de Lisa Diaz

## Lozériens célèbres
- Guy de Chaulhac (~1300-1368), médecin.
- Guillaume de Grimoard (1310-1370), devenu pape sous le nom d'Urbain V en 1362.
- Armand-Simon-Marie Chevalier de Blanquet du Chayla (1756-1826), vice-amiral français : une corvette à hélice (1855-1875), un croiseur (1895-1933), un escorteur d'escadre (1954-1991) ont porté son nom.
- Jean-Antoine Chaptal (1756-1832), scientifique (inventeur de la chaptalisation du vin).
- Jean Guillaume Chabalier (1758-1839), député et homme politique.
- La famille Say (connue par Jean-Baptiste Say (1767-1832) et Louis Say (1774-1840)) est originaire de Florac.
- Charles Comte (1782-1837), économiste et journaliste, fondateur du journal Le Censeur.
- Odilon Barrot (1791-1873), homme politique français, président du Conseil en 1848-1849 sous la présidence de Louis Napoléon Bonaparte.
- Théophile Roussel (1816-1903), médecin et homme politique.
- Jean-Baptiste Pezon (1827-1897), fondateur du cirque la Ménagerie Pezon.
- Pierre Galtier (1846-1908), co-inventeur du vaccin contre la rage.
- Léon Boyer (1851-1886), instigateur du viaduc de Garabit, directeur général des travaux du canal de Panamá.
- Paul Arnal (1871-1950), fondateur du Club Cévenol.
- Henri Rouvière (1875-1952), illustre anatomiste originaire du Bleymard. Le musée Rouvière à Paris porte son nom.
- Aristide Pierre Maurin (1877-1949), cofondateur aux États-Unis du Catholic Worker Movement.
- Jean-Baptiste Chabalier (1887-1955), évêque de Pharan.
- Otto Kühne (1893-1955), Allemand, dirigeant d'un maquis en Lozère composé principalement d'Allemands antifascistes.
- Cyprien Rome (1898-1973), abbé, né à Lachamp, décédé à Montpellier.
- Émile Peytavin (1898-1972), chef de la résistance sous le nom de Colonel Ernest[16].
- Henri Cordesse (1910-2001), ancien chef départemental de la Résistance, préfet de la Libération.
- Gérard Ménatory (1921-1998), journaliste et résistant français. Vivant de 1959 à 1998 en Lozère, fondateur et donateur du parc à loups du Gévaudan.
- Louis Dalle, (1922-1982), évêque d'Ayaviri (Pérou).
- Claude Érignac (1937-1998), haut fonctionnaire français, préfet assassiné.
- Hervé Chabalier (1945-), journaliste et producteur.
- Thierry Jean-Pierre (1955-2005), juge d'instruction, puis un homme politique.
- Quentin Elias (1974-2014), chanteur du boys band des années 1990 : Alliage.
- Luc Monnet (1980-), horloger Meilleur ouvrier de France 2015.
- Romain Paulhan (1988-), champion de France de VTT Descente DH.
- David Pigeyre équipe de France de canoë-kayak, top 20 mondial. précurseur de kayak freestyle en France.
- Éric Rousset, champion de France de rallye terre.
- Clément Dellier, poète occitan originaire de Chaudeyrac.
- Subway, groupe de rock composé de quatre filles originaires de Marvejols.
- Carolina Grillo[17], Autrice indépendante de romance et de thriller originaire de marvejols.

### La Lozère pendant la Première guerre mondiale
- Lucie Boulet, Les Réfugiés français, belges et serbes de la Première Guerre mondiale en milieu rural : l'Exemple de la Lozère (1914-1922), mémoire de master II en histoire contemporaine, université Clermont-Auvergne, 2018, 131 p., conservé aux archives départementales de la Lozère (cote DELTA 5623).